# 上海佛教居士林
上海佛教居士林原名世界佛教居士林（历史时期有称上海佛教淨业社、中国佛教研究会），始建于1918年11月，地处中国上海常德路418号（近北京西路口），是中国著名的居士修学场所之一，是上海佛教界的各位僧俗为了方便居士修学佛法而共同创立了上海佛教居士林。在经历文革动荡时期后，遗留建筑、经像等重整一新为沿途僧俗修习游览提供了便利。同时当地居民在闲暇之余也会来此听课、讨论，加强对佛教的认识与修为。2008年对上海佛教居士林进行全面改造，部分建筑拆除重建或翻修。

## 历史沿革
1910年，杨仁山与佛教界同仁商议共同创立了中国佛教研究会，受此影响许多在家居士自发组织了佛教居士会。1917年由沈惺叔、王与楫、陈宪、王一亭等居士、太虚大师、普陀山的了余法师共同商讨组织居士的学佛道场，之后1918年在上海海宁路锡金公所成立了上海佛教居士林，由王与楫居士担任林长。1922年，上海佛教居士林改组分成二部分：
（1）由王与楫、朱石僧、李经纬等居士组织的世界佛教居士林，地址设在上海海宁路锡金公所，周舜卿居士担任林长；
（2）由沈辉、关同之等居士组织的上海佛教淨业社，地址设在上海常德路418号，施省之居士担任社长。
1956年，世界佛教居士与上海佛教淨业社合并，改名为上海佛教淨业居士林。1964年，上海佛教淨业居士林与上海佛教信众会合并，继续沿用上海佛教居士林一称。

### 文革动荡
文化大革命初始，上海佛教居士林所属的上海佛学书局遭受到洗劫，书局中的藏书、经文资料遭到毁灭，上海佛教居士林因宗教政治压迫而停止活动，居士林内居住的僧人受到批斗及政治压迫，居住在居士林的格鲁派僧人清定上师受到压迫。文化大革命结束后，上海佛教居士林于1987年初恢复活动。

### 人事变动
1989年6月，聘请赵朴初居士为上海佛教居士林的名誉林长。1998年2月，在第四次林员代表大会上，邵钟居士当选为林长，胡志文居士当选为总干事长。2004年10月，第五次林员代表大会上，王永平居士当选为林长，邵钟居士当选为名誉林长，聘请郭大栋居士、卢秀清居士为顾问，周富根居士、陈妙丽居士、胡志文居士、方孟伟居士、唐晋千居士为副林长，胡志文居士兼总干事。2006年3月6日，原上海佛教居士林林长王永平居士逝世。

## 宗教活动

### 青年学佛组
青年学佛组，是由年轻人组织发起的团体，现任组长是朱正宝居士。在每周三、六、日晚上6点30分时，青年学佛小组会在净土道场举办诵经、佛理探讨等活动：星期三晚上举办修持念佛，曾经举办过药师忏、晚课、放蒙山、慈悲忏等念佛课目；星期六晚上听《无量寿经》的讲解录音；星期日晚上听《菩提道次第广论》的讲解录音。

### 法务组
每月法务组定期在农历中与佛有关的特殊日子举办法会，僧俗皆可参与。农历初八、甘三念佛活动、农历初十念诵《地藏经》、农历十一念诵《楞严经》、农历十三念诵《法华经》、农历十四念诵《无量寿经》。

### 老年学佛组
专为高龄佛教徒组织的法会活动，由上海佛教居士林老年学佛小组举办，在每周星期日早上，请上海龙华寺的僧人前来讲经、开示或举办念诵法会。

### 密宗格鲁派活动
2006年，密宗格鲁派道场暂时没有上师护持，所以平日就不对外开放。但是在农历初八的时候，一些居士会自发的前来，进行内供活动。

### 年度法会
2005年12月，青年学佛组举办了为期二天的法会，其中包括：消灾延寿药师忏法、大蒙山施食超渡法会、放生仪规等。

## 建筑布局

### 旧设施
大雄寶殿旁邊有一放生池，池中多烏龜。

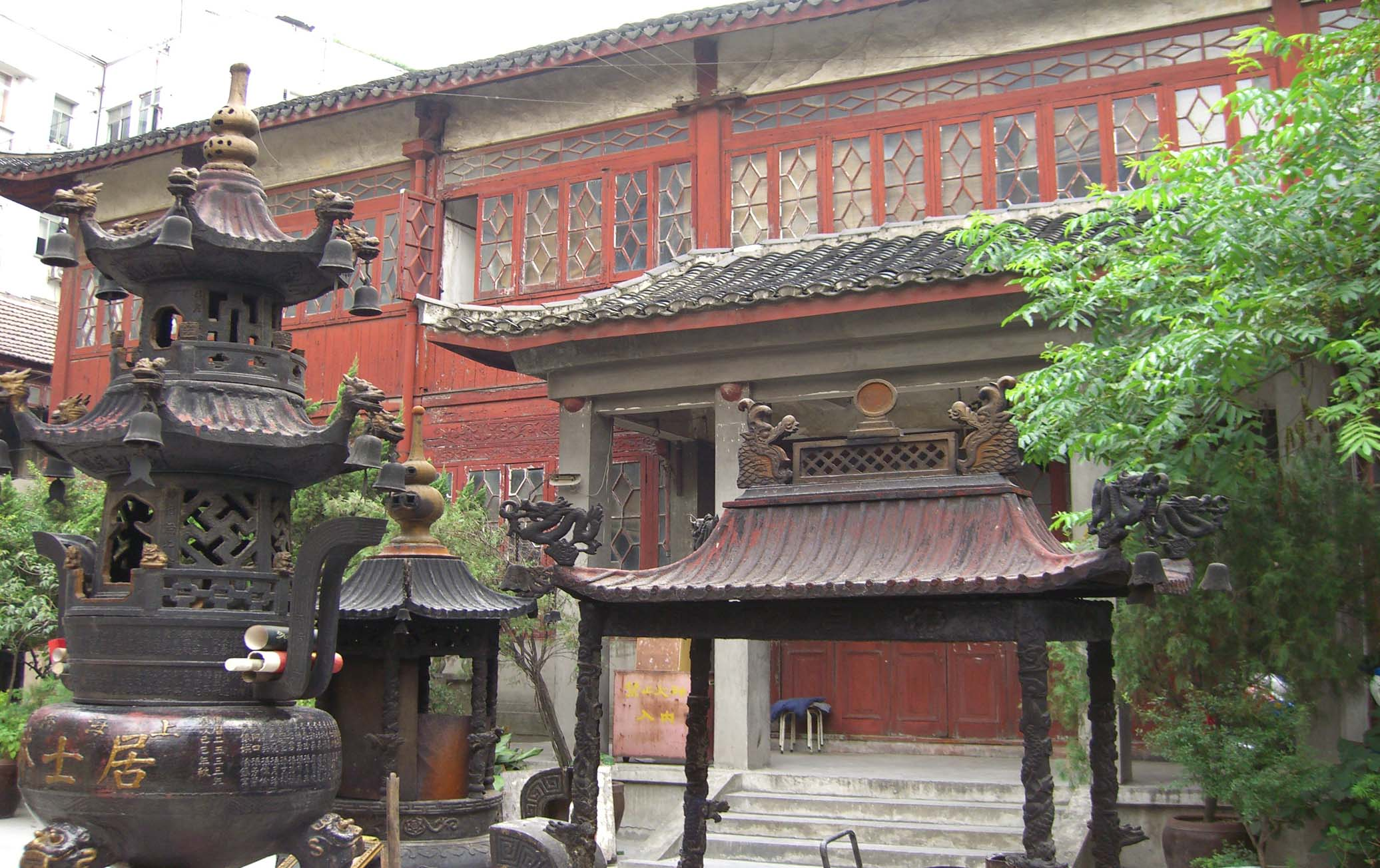
上海佛教居士林大雄宝殿

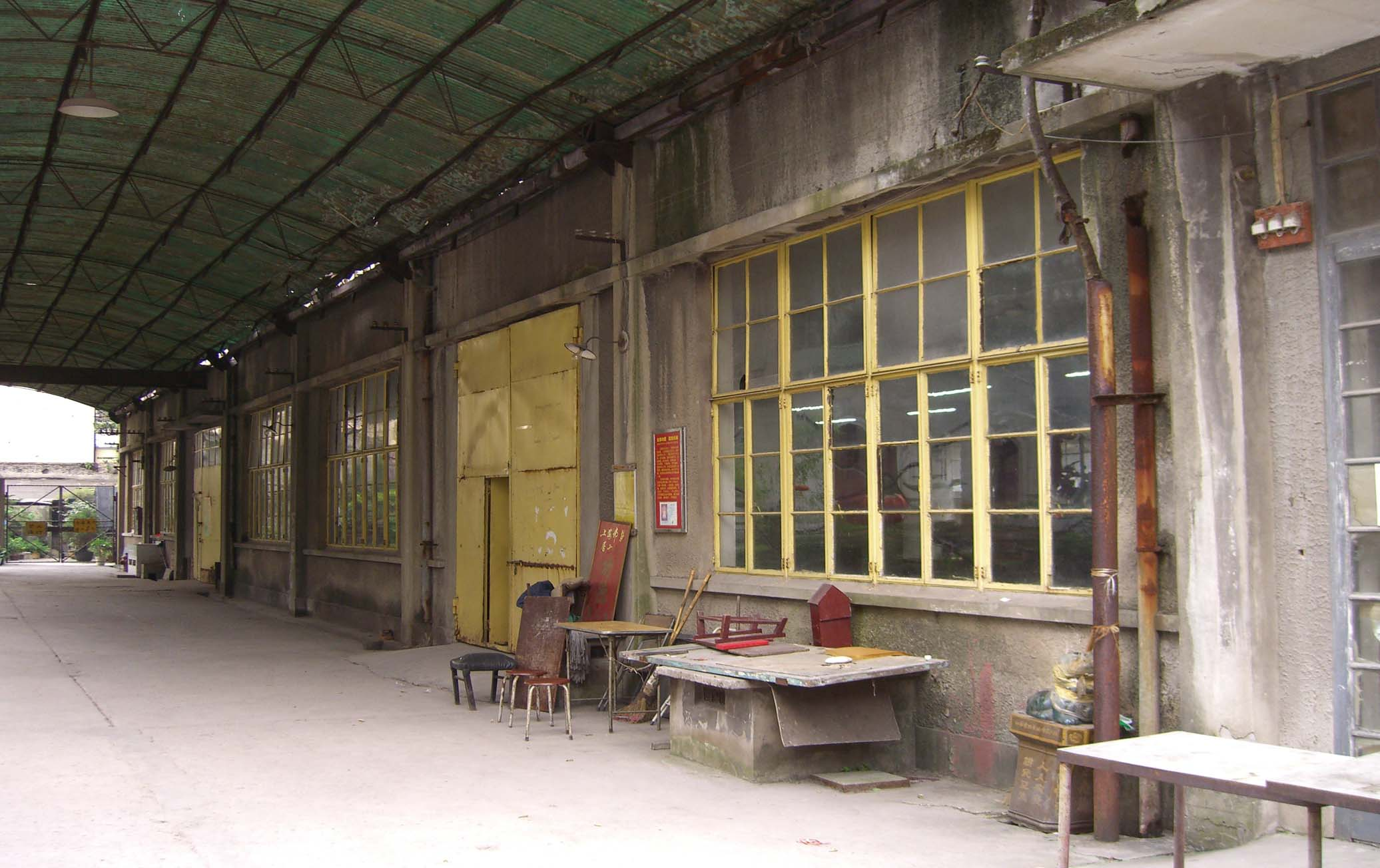
上海佛教居士林净土道场

净土道场地处开阔，前身是文革期间的工厂，场地内可放置400余个摆凳，内有一坐金身释迦牟尼像，在道场内有一间暗房，那里是内供间只有在年度法会期间对外开放。在道场内有专供佛教居士阅读的图书馆，其地方狭小，但藏书内容颇多。

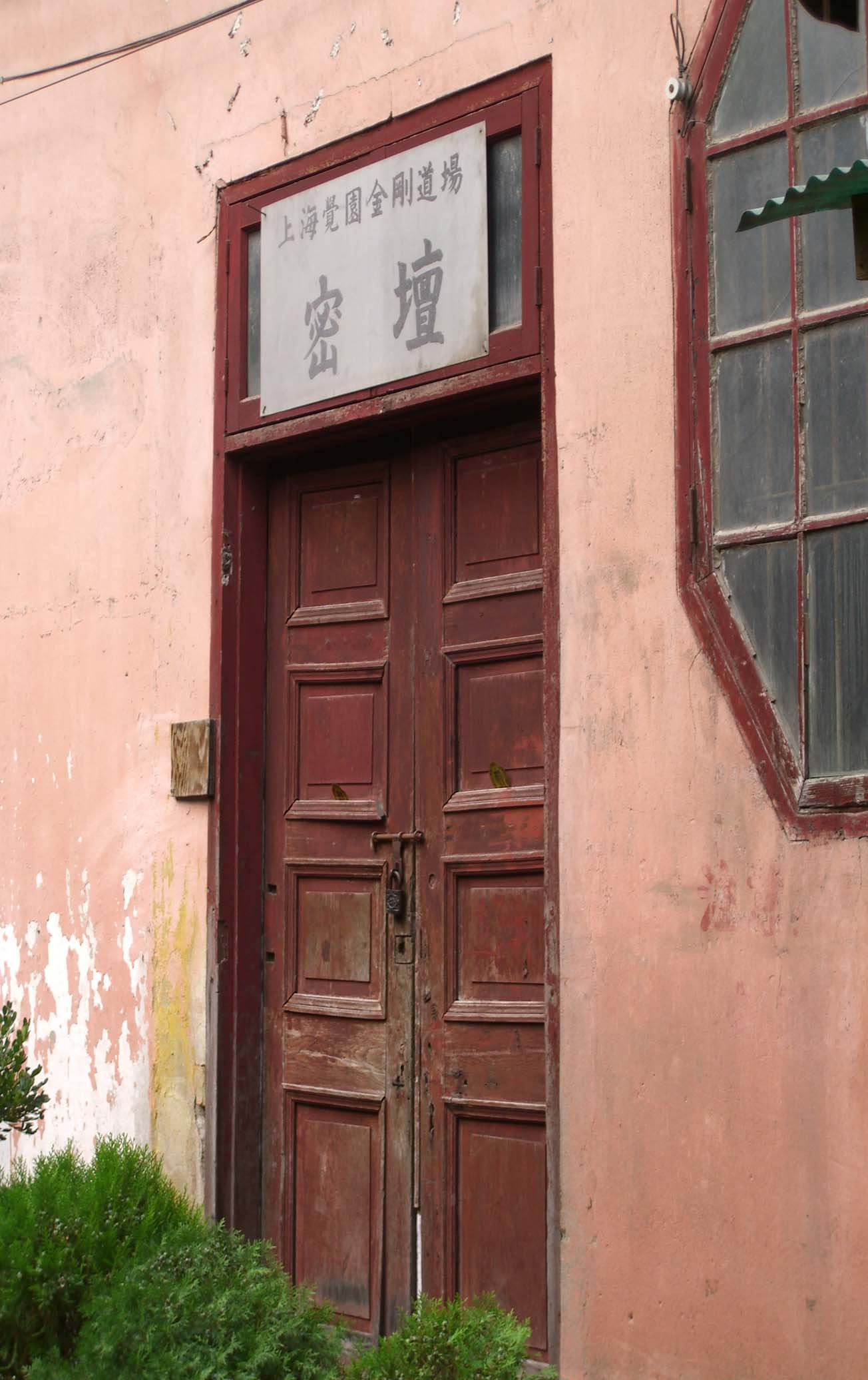
上海佛教居士林密宗道场入口

密宗格鲁派道场入口处有一口古钟，在道场中央有宗喀巴大师内供台，侧面有清定上师内供台。

## 曾来此讲法的僧人
- 清定上师
- 智敏上师
- 济群法师
- 宏忍法师
- 智慧法师